# Brigid Balfour
Brigid Mary Balfour (junio 1914 - 1 de marzo de 1994) fue una científica británica quién estudió morfología celular y ultraestructuras en relación con función inmune. Efectuó adelantos en el estudio de células dendríticas, dándose cuenta de que se derivaban de células de Langerhans y jugó una función importante en iniciar y promover reacciones inmunes.

## Primeros años
Brigid nació en 1914 en St George Hanover Square, Londres de Hylda Snow Paget y Archibald Edward Balfour. Su abuelo materno fue Sir Richard Horner Paget, un político británico y baronet.

## Carrera
Empezó su carrera en el Instituto Nacional de Estudios Médicos trabajando en nutrición, como parte de la División de Estándares Biológicos en 1945. En 1957,  deviene miembro de la División nuevamente formada de Inmunología, bajo John Humphrey, trabajando al lado Brigitte Askonas y Walter Brocklehurst. Dejó el instituto en 1978.

## Premios
- Miembro, Universidad Real de Cirujanos de Inglaterra

## Algunas publicaciones
- Pkrkiía, H.C, Alison, A. C., Brigid Balfour. 1959. Multiplication of adenovirus type 5 studied by infectivily titralions and by the fluorescent antibody technique. Virology 7, 300. 119.

- Dale E. McFarlin, Brigid Balfour. 1973. "Contact Sensitivity in the Pig" (Sensibilidad de Contacto en el Cerdo). Avances en Biología y Medicina Experimentales 29: 539–544

- Brigid Balfour, Jacqueline Un. O'Brien, M. Perera, J. Clarke, Tatjana Sumerska, Stella C. Caballero. 1982. "The Effect of Veiled Cells on Lymphocyte Function" (El Efecto de células Veiled en la Función de Linfocito"). Avances en Biología y Medicina Experimentales 149, 1982, 447–454